# موبي أوباراكو
موبي باتريك أوباراكو (بالإنجليزية: Mobi Oparaku) (مواليد 1 ديسمبر 1976 في أويري) هو لاعب كرة قدم نيجيري دولي سابق كان يلعب كمدافع. سبق له أن لعب في كأس العالم لكرة القدم 1998 مع منتخب بلاده. فاز بميدالية أوليمبية في مسابقة كرة القدم.

## روابط خارجية
- موبي أوباراكو على موقع الاتحاد الدولي (مؤرشف)  (الإنجليزية)
- موبي أوباراكو على موقع قاعدة بيانات كرة القدم.إي يو (الإنجليزية)
- موبي أوباراكو على موقع ناشيونال فوتبول تيمز (الإنجليزية)
- موبي أوباراكو على موقع Soccerway.com (الإنجليزية)
- موبي أوباراكو على موقع عالم كرة القدم.نت (الإنجليزية)
- موبي أوباراكو على موقع أوليمبيديا (الإنجليزية)